# 465
| 465                |
| ------------------ |
| Dødsfald - Fødsler |
|                    |

| Gregoriansk kalender | 465 CDLXV               |
| Ab urbe condita      | 1218                    |
| Armensk kalender     | I/T                     |
| Kinesiske kalender   | 3161 – 3162 甲辰 – 乙巳 |
| Etiopisk kalender    | 457 – 458               |
| Jødisk kalender      | 4225 – 4226             |
| Hindukalendere       |                         |
| - Vikram Samvat      | 520 – 521               |
| - Shaka Samvat       | 387 – 388               |
| - Kali Yuga          | 3566 – 3567             |
| Iransk kalender      | 157 BP – 156 BP         |
| Islamisk kalender    | 162 BH – 161 BH         |

Se også 465 (tal)